# Grb Občine Ljutomer
Grb Občine Ljutomer je upodobljen na ščitu, ki je sestavljen iz štirih barv, srebrne, rjave, zelene in rdeče. Osnovna barva ščita je srebrna na njej pa je upodobljen stiliziran vzpenjajoči se samorog rjave barve nad zmajem zelene barve. V heraldičnem zgornjem levem vogalu so trije rdeči krogi. Dva sta narisana v zgornji vrsti, eden pa v spodnji. Ščit je obrobljen z dvojno črto črne barve. Z isto barvo so ločene posamezne barve v grbu.